# Parafia św. Anny w Niewodnej
Parafia św. Anny w Niewodnej – parafia rzymskokatolicka z siedzibą w Niewodnej, znajdująca się w diecezji rzeszowskiej w dekanacie Frysztak.

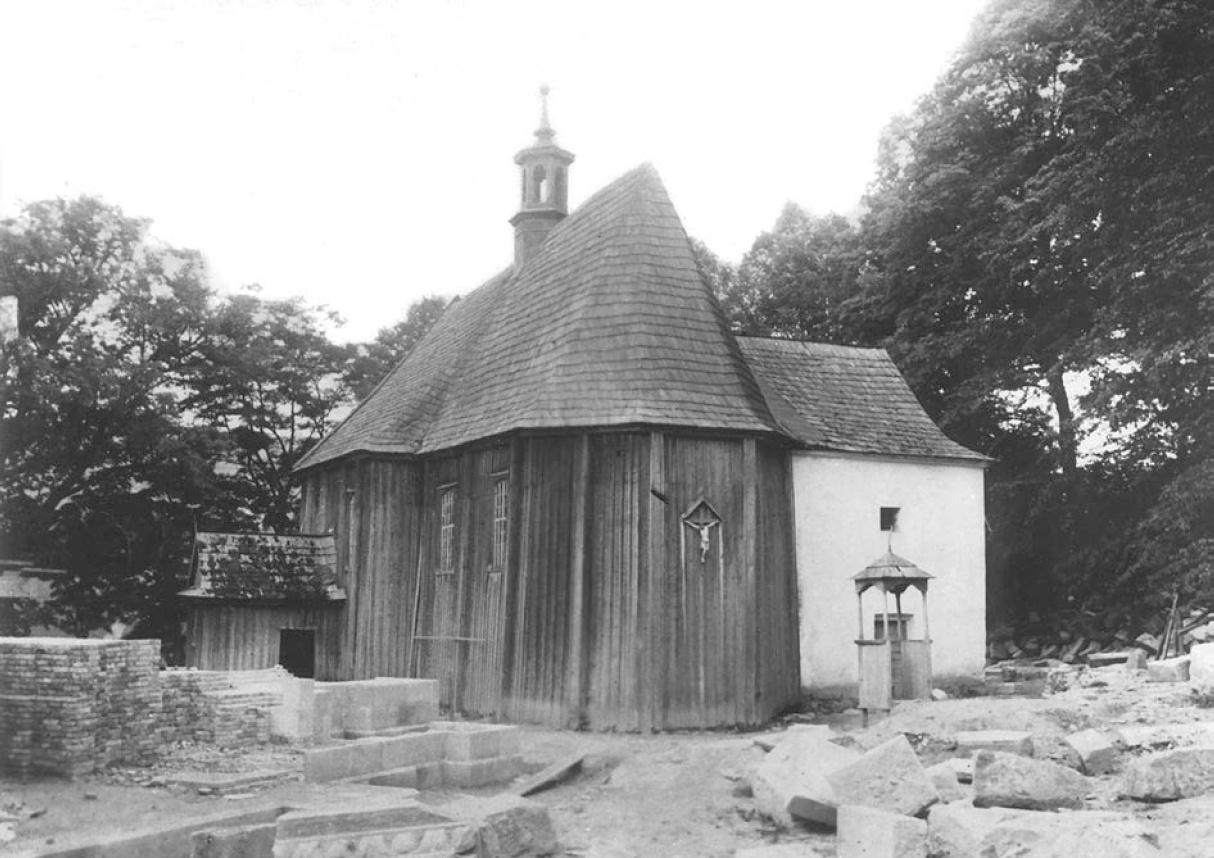
Stary kościół parafialny (1921)

Parafia w Niewodnej erygowana została dekretem w 1373 roku. Pierwszy kościół drewniany (wzmiankowany w 1595 roku) został odbudowany w 1672 roku i przetrwał do początku XX wieku. Obecny kościół został wybudowany w latach 1921-1925 i konsekrowany w roku 1926. Kościół jest murowany z kamienia i cegły, w stylu gotycko - romańskim. Ma trzy nawy, wieżę i sygnaturkę, prezbiterium, kaplicę, zakrystię i dwie kruchty boczne. Kościół jest wpisany do rejestru zabytków ze względu na elementy barokowe z XVII i XVIII wieku (ołtarze, ambona chrzcielnica, balustrada chóru), pochodzące z wyposażenia dawnego kościoła drewnianego oraz elementy neogotyckie z pocz. XX wieku. Zabytkowe wyposażenie jest sukcesywnie restaurowane.

## Zasięg parafii
Na początku istnienia obejmowała swym zasięgiem wiernych ze wsi: Niewodna, Szufnarowa, Jazowa, Wiśniowa, Różanka. Obecnie obejmuje jedynie wiernych z Niewodnej i część Wiśniowej.